# Botzaris (Métro Paris)

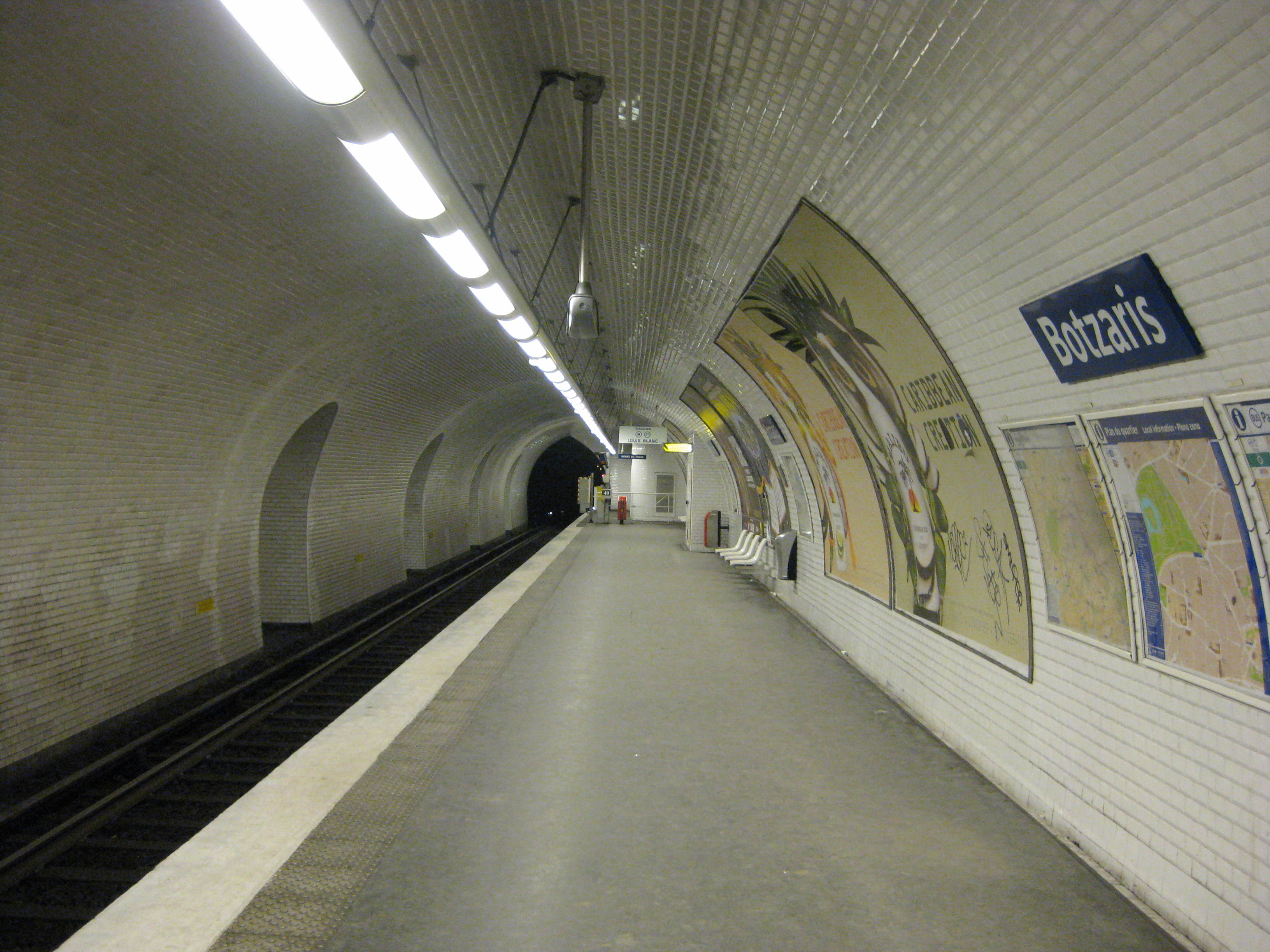
Stationsteil für Züge in Richtung Louis Blanc, links die durchbrochene Stützmauer zwischen den Gleisen

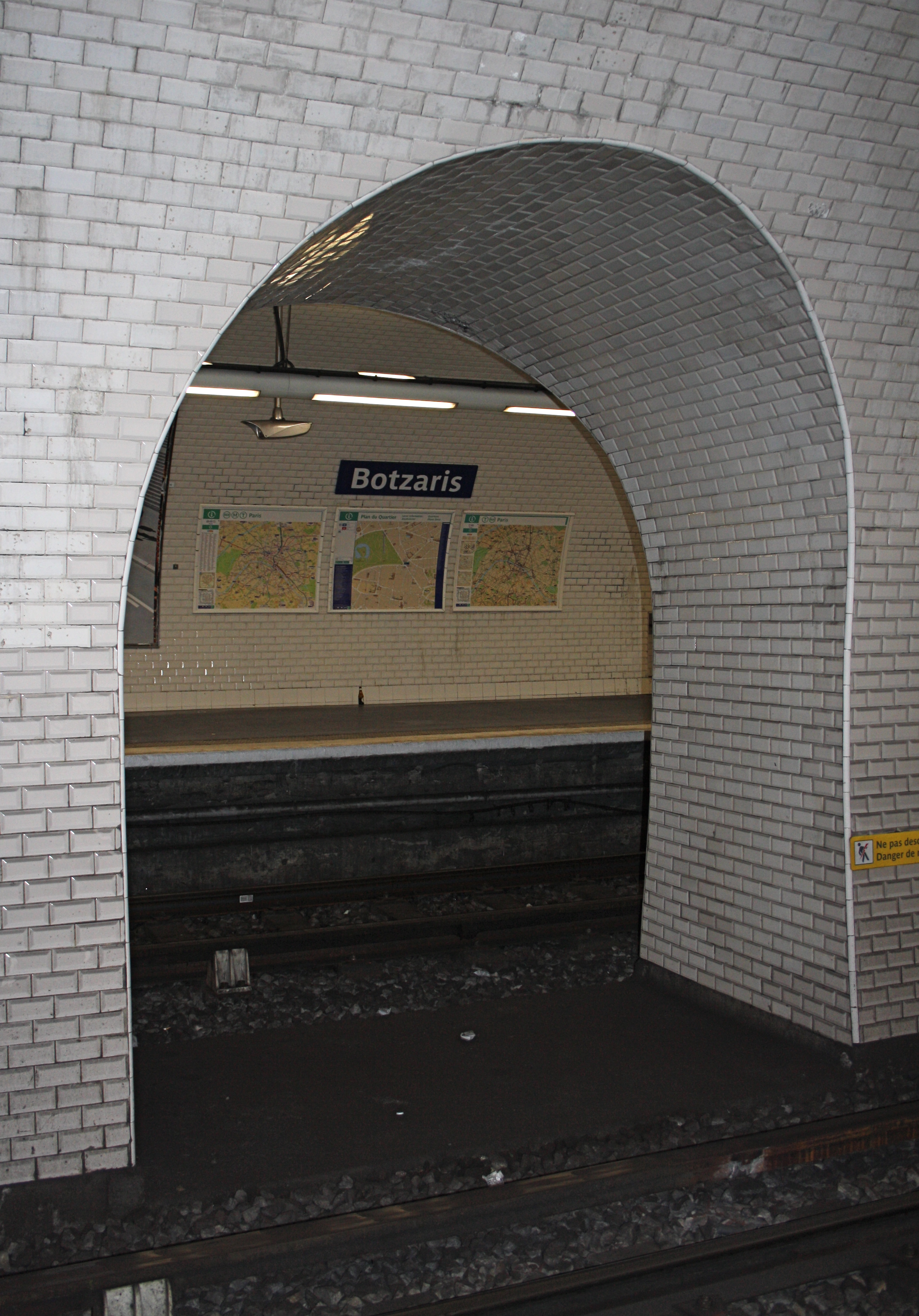
Einer der Durchbrüche zwischen den Stationsteilen

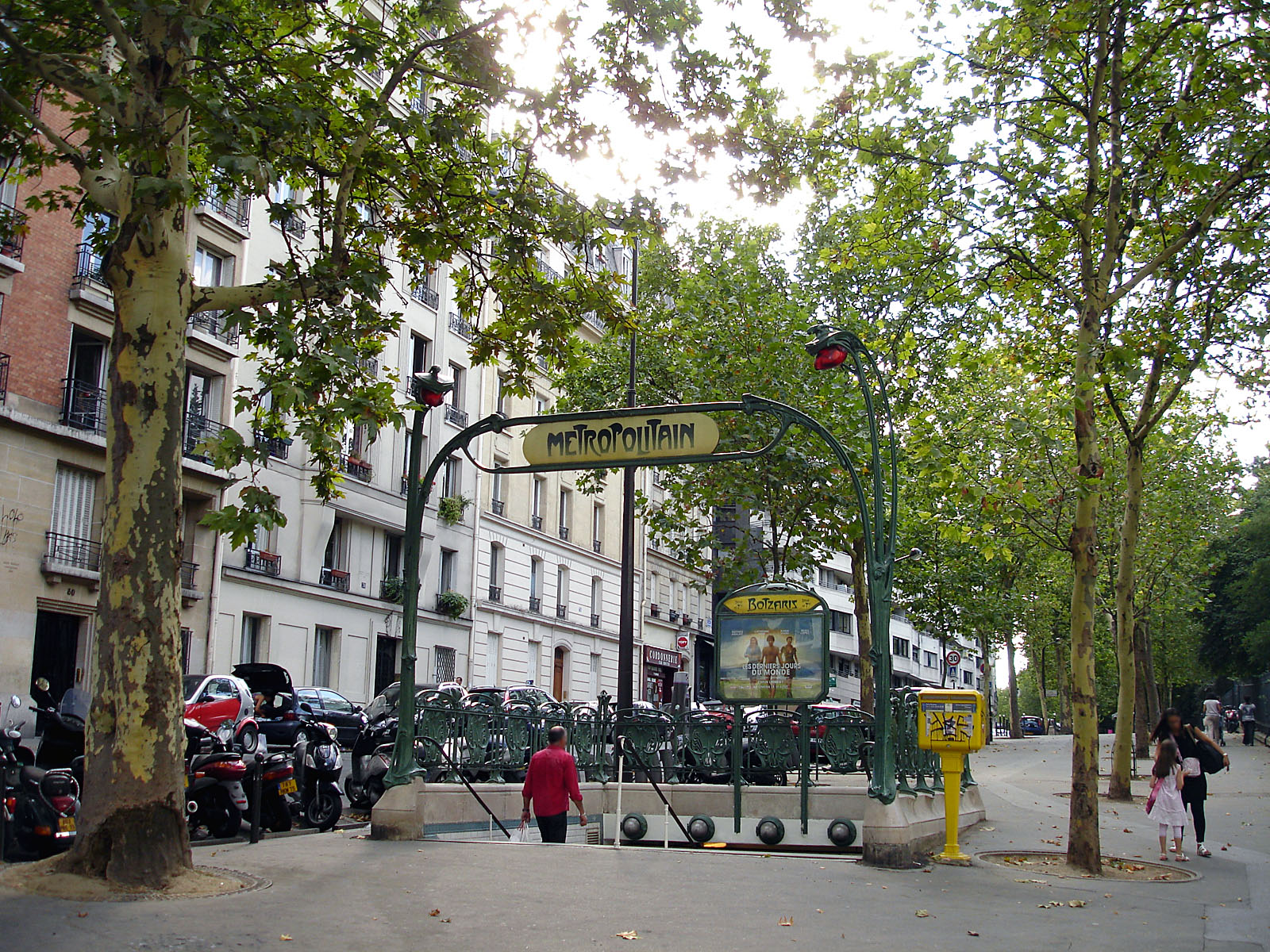
Zugang im Stil des Art nouveau

Der U-Bahnhof Botzaris [bɔtsaʁis] ist eine unterirdische Station der Linie 7bis der Pariser Métro.

## Lage
Die Station befindet sich an der Grenze des Quartier du Combat mit dem Quartier d’Amérique im 19. Arrondissement von Paris. Sie liegt längs unter der Rue Botzaris in Höhe der einmündenden Rue de la Villette.

## Name
Namengebend ist die Rue Botzaris, die nach dem griechischen Freiheitskämpfer Markos Botsaris (1788–1823) benannt ist. 1823 führte er während der Griechischen Revolution einen erfolgreichen Angriff auf eine nahezu zwanzigfache türkische Übermacht, bei dem er selbst ums Leben kam.

## Geschichte
Die heutige Linie 7bis wurde am 18. Januar 1911, als Zweigstrecke der am 5. November 1910 eröffneten und damals von Opéra nach Porte de la Villette führenden Linie 7, in Betrieb genommen. Sie führt von deren Zwischenbahnhof Louis Blanc zum in der großen Endschleife „Boucle de Pré-Saint-Gervais“ liegenden Endbahnhof Pré-Saint-Gervais.
In der ersten Zeit wurde die Strecke autonom betrieben. Nach wenigen Monaten wurde der Betrieb dahingehend umgestellt, dass die Züge der Linie 7 von Opéra bis Louis Blanc, und von dort abwechselnd auf den beiden äußeren Streckenästen verkehrten. Diese Betriebsform hielt sich bis zum 3. Dezember 1967. Ab jenem Tag wurde die Strecke – wegen des weit höheren Fahrgastaufkommens auf dem anderen Ast – wieder separat betrieben und erhielt die aktuelle Linienbezeichnung.

## Beschreibung
Der U-Bahnhof ist 75 m lang und hat Seitenbahnsteige an zwei Streckengleisen. Da er in von Stollen durchzogenem Gelände liegt, ruht er auf Mauerwerk, das bis zu 20 m in die Tiefe reicht. Zwischen den Gleisen stützt eine massive, an mehreren Stellen durchbrochene Mauer die beiden Deckengewölbe ab. Der einzige Zugang befindet sich an der Mündung der Rue Botzaris in die Rue de Crimée, er wurde von Hector Guimard im Stil des Art nouveau entworfen.
Unmittelbar östlich der Station liegt der Anfang der „Boucle de Pré-Saint-Gervais“, dort teilt sich die Strecke in zwei eingleisige Tunnel.

## Fahrzeuge
Im Juli 1980 wurden die bis dahin auf der Linie verkehrenden Sprague-Thomson-Züge, die dort zuletzt nur mit vier Wagen verkehrten, innerhalb weniger Wochen durch solche der Baureihe MF 67 ersetzt. Die MF 67 „F“ liefen zunächst in der klassischen Konfiguration als Fünf-Wagen-Züge und wurden später durch Vier-Wagen-Züge der Bauserie „E“ abgelöst.
Seit Januar 1994 ist die kurze Linie 7bis die einzige im Netz der Pariser Métro, die – nach einer Übergangszeit bis zum 30. Dezember 1994 ausschließlich – von der nur neun Drei-Wagen-Züge umfassenden Baureihe MF 88 befahren wird.